# Dimitar Blagoev
Dimitar Blagoev Nikolov (bugarski: Димитър Благоев Николов), (Zagoričani, Kostursko, Egejska Makedonija, 14. lipnja 1856. - Sofija, 7. svibnja 1924.), bugarski političar iz Makedonije. Blagoev je osnivač Bugarske radničke socijaldemokratske stranke (BRSDP). 

## Životopis
Rođen je u Zagoričani, Egejska Makedonija. Kao četrnaestogodišnji dječak otišao je kod oca u Carigrad učiti zanat. Međutim napustio je naukovanje i upisao se u tamošnju bugarsku školu. Gimnazijsko obrazovanje nastavio je u Bugarskoj i u Odesi. U 1880. upisao se na Peterburško sveučilište.
U Rusiji Blagoev se posvetio organiziranju ruskog radničkog pokreta, ali je bio otkriven i protjeran iz Rusije od ruske policije. Vraća se u Bugarsku gdje se posvećuje širenju socijalizma. 
Poslije Prvog svjetskog rata Blagoev i BRSDP se sve više približavaju komunizmu.
U Bugarskoj 1950. godine jedan grad je nazvan Blagoevgrad (prijašnje - Gorna Džumaja ).